# 索洛納河 (上捷爾薩河右支流)
索洛納河（羅馬化：Nyzhnia Solona）是烏克蘭的河流，位於該國東南部扎波羅熱州，屬於上捷爾薩河的支流，流經扎波羅熱區，河道全長20.1公里，流域面積112平方公里。